# Torneig d'escacs de Hastings de 1895
El Torneig de Hastings de 1895 fou un torneig d'escacs que es va jugar per sistema round-robin a Hastings, Anglaterra, entre el 5 d'agost i el 2 de setembre de 1895.
Aquest fou el més fort torneig d'escacs de la història fins al moment. Hi varen participar la totalitat dels més forts jugadors mundials de l'època. Hom considera aquest esdeveniment un dels primers "super-torneigs" d'escacs.
Harry Nelson Pillsbury en fou el campió. Pillsbury era llavors un jove estatunidenc pràcticament desconegut a Europa, i fou per tant un guanyador sorprenent, amb una puntuació extraordinària de 16½ punts sobre 21– per davant de Mikhaïl Txigorin (16) i del Campió del món Emanuel Lasker (15½).
L'organització, d'acord amb els jugadors, va editar un llibre del torneig, en el qual els mateixos participants varen comentar les seves partides. Mercès a l'èxit d'aquest esdeveniment, Hastings va esdevenir un torneig anual.
|  |

## Taula del torneig
| #  | Jugador                                 | 1 | 2 | 3 | 4 | 5 | 6 | 7 | 8 | 9 | 0 | 1 | 2 | 3 | 4 | 5 | 6 | 7 | 8 | 9 | 0 | 1 | 2 | Total |
| -- | --------------------------------------- | - | - | - | - | - | - | - | - | - | - | - | - | - | - | - | - | - | - | - | - | - | - | ----- |
| 1  | Harry Pillsbury (Estats Units)          |   | 0 | 0 | 1 | 1 | 1 | 1 | 1 | 0 | ½ | ½ | 1 | 1 | 1 | 1 | 1 | 1 | ½ | 1 | 1 | 1 | 1 | 16½   |
| 2  | Mikhaïl Txigorin (Imperi Rus)           | 1 |   | 1 | 1 | 0 | 0 | 1 | 1 | 1 | 1 | ½ | 0 | 1 | 1 | 1 | ½ | ½ | 1 | 1 | ½ | 1 | 1 | 16    |
| 3  | Emanuel Lasker (Imperi alemany)         | 1 | 0 |   | 0 | 1 | 1 | 0 | 1 | 1 | 0 | 1 | 1 | ½ | 1 | 1 | 1 | ½ | 1 | 1 | ½ | 1 | 1 | 15½   |
| 4  | Siegbert Tarrasch (Imperi alemany)      | 0 | 0 | 1 |   | 1 | 1 | ½ | 0 | ½ | 1 | 1 | 1 | 0 | 1 | ½ | 1 | 1 | 1 | 0 | ½ | 1 | 1 | 14    |
| 5  | William Steinitz (Estats Units)         | 0 | 1 | 0 | 0 |   | 1 | 1 | ½ | ½ | 1 | 1 | 0 | 1 | ½ | 1 | 0 | 1 | 1 | 0 | ½ | 1 | 1 | 13    |
| 6  | Emanuel Schiffers (Imperi Rus)          | 0 | 1 | 0 | 0 | 0 |   | ½ | ½ | 0 | 1 | 1 | 1 | ½ | ½ | 1 | 1 | 0 | ½ | 1 | ½ | 1 | 1 | 12    |
| 7  | Curt von Bardeleben (Imperi alemany)    | 0 | 0 | 1 | ½ | 0 | ½ |   | ½ | ½ | 0 | 0 | ½ | 1 | 1 | 1 | ½ | ½ | 1 | 1 | 1 | 0 | 1 | 11½   |
| 8  | Richard Teichmann (Imperi alemany)      | 0 | 0 | 0 | 1 | ½ | ½ | ½ |   | ½ | 0 | 0 | ½ | 1 | 1 | 0 | 1 | ½ | 1 | ½ | 1 | 1 | 1 | 11½   |
| 9  | Carl Schlechter (Imperi Austrohongarès) | 1 | 0 | 0 | ½ | ½ | 1 | ½ | ½ |   | ½ | ½ | 0 | 1 | 1 | ½ | ½ | ½ | ½ | ½ | ½ | 1 | 0 | 11    |
| 10 | Joseph Henry Blackburne (Anglaterra)    | ½ | 0 | 1 | 0 | 0 | 0 | 1 | 1 | ½ |   | 0 | 1 | 0 | 1 | 0 | ½ | 1 | 0 | 1 | 0 | 1 | 1 | 10½   |
| 11 | Carl August Walbrodt (Imperi alemany)   | ½ | ½ | 0 | 0 | 0 | 0 | 1 | 1 | ½ | 1 |   | 0 | ½ | 0 | ½ | ½ | 0 | ½ | ½ | 1 | 1 | 1 | 10    |
| 12 | Dawid Janowski (França)                 | 0 | 1 | 0 | 0 | 1 | 0 | ½ | ½ | 1 | 0 | 1 |   | ½ | 0 | 0 | ½ | 0 | 1 | ½ | 1 | 0 | 1 | 9½    |
| 13 | James Mason (Irlanda)                   | 0 | 0 | ½ | 1 | 0 | ½ | 0 | 0 | 0 | 1 | ½ | ½ |   | 1 | 0 | 1 | ½ | 0 | 1 | 1 | 0 | 1 | 9½    |
| 14 | Amos Burn (Anglaterra)                  | 0 | 0 | 0 | 0 | ½ | ½ | 0 | 0 | 0 | 0 | 1 | 1 | 0 |   | 0 | ½ | 1 | 1 | 1 | 1 | 1 | 1 | 9½    |
| 15 | Isidor Gunsberg (Imperi Austrohongarès) | 0 | 0 | 0 | ½ | 0 | 0 | 0 | 1 | ½ | 1 | ½ | 1 | 1 | 1 |   | 0 | 1 | ½ | 0 | 1 | 0 | 0 | 9     |
| 16 | Henry Bird (Anglaterra)                 | 0 | ½ | 0 | 0 | 1 | 0 | ½ | 0 | ½ | ½ | ½ | ½ | 0 | ½ | 1 |   | 1 | ½ | 0 | ½ | ½ | 1 | 9     |
| 17 | Adolf Albin (Romania)                   | 0 | ½ | ½ | 0 | 0 | 1 | ½ | ½ | ½ | 0 | 1 | 1 | ½ | 0 | 0 | 0 |   | 0 | 0 | 1 | 1 | ½ | 8½    |
| 18 | Georg Marco (Romania)                   | ½ | 0 | 0 | 0 | 0 | ½ | 0 | 0 | ½ | 1 | ½ | 0 | 1 | 0 | ½ | ½ | 1 |   | 1 | 1 | 0 | ½ | 8½    |
| 19 | William Pollock (Anglaterra)            | 0 | 0 | 0 | 1 | 1 | 0 | 0 | ½ | ½ | 0 | ½ | ½ | 0 | 0 | 1 | 1 | 1 | 0 |   | 0 | 0 | 1 | 8     |
| 20 | Jacques Mieses (Imperi alemany)         | 0 | ½ | ½ | ½ | ½ | ½ | 0 | 0 | ½ | 1 | 0 | 0 | 0 | 0 | 0 | ½ | 0 | 0 | 1 |   | 1 | 1 | 7½    |
| 21 | Samuel Tinsley (Anglaterra)             | 0 | 0 | 0 | 0 | 0 | 0 | 1 | 0 | 0 | 0 | 0 | 1 | 1 | 0 | 1 | ½ | 0 | 1 | 1 | 0 |   | 1 | 7½    |
| 22 | Beniamino Vergani (Itàlia)              | 0 | 0 | 0 | 0 | 0 | 0 | 0 | 0 | 1 | 0 | 0 | 0 | 0 | 0 | 1 | 0 | ½ | ½ | 0 | 0 | 0 |   | 3     |

## Partides notables
Moltes de les partides que es varen jugar en aquest torneig varen ser d'alta qualitat, i molt lluitades. Dues d'elles, en particular, destaquen per la seva profunditat, bellesa, i tensió: Steinitz vs. von Bardeleben, i Pillsbury vs. Gunsberg.

### Steinitz versus von Bardeleben
|   | a | b | c | d | e | f | g | h |   |
| 8 | a8 negres torre · c8 negres torre · e8 negres rei · a7 negres peó · b7 negres peó · d7 negres dama · e7 negres cavall · h7 negres peó · f6 negres peó · g6 negres peó · d5 negres peó · g5 blanques cavall · g4 blanques dama · a2 blanques peó · b2 blanques peó · f2 blanques peó · g2 blanques peó · h2 blanques peó · c1 blanques torre · e1 blanques torre · g1 blanques rei | a8 negres torre · c8 negres torre · e8 negres rei · a7 negres peó · b7 negres peó · d7 negres dama · e7 negres cavall · h7 negres peó · f6 negres peó · g6 negres peó · d5 negres peó · g5 blanques cavall · g4 blanques dama · a2 blanques peó · b2 blanques peó · f2 blanques peó · g2 blanques peó · h2 blanques peó · c1 blanques torre · e1 blanques torre · g1 blanques rei | a8 negres torre · c8 negres torre · e8 negres rei · a7 negres peó · b7 negres peó · d7 negres dama · e7 negres cavall · h7 negres peó · f6 negres peó · g6 negres peó · d5 negres peó · g5 blanques cavall · g4 blanques dama · a2 blanques peó · b2 blanques peó · f2 blanques peó · g2 blanques peó · h2 blanques peó · c1 blanques torre · e1 blanques torre · g1 blanques rei | a8 negres torre · c8 negres torre · e8 negres rei · a7 negres peó · b7 negres peó · d7 negres dama · e7 negres cavall · h7 negres peó · f6 negres peó · g6 negres peó · d5 negres peó · g5 blanques cavall · g4 blanques dama · a2 blanques peó · b2 blanques peó · f2 blanques peó · g2 blanques peó · h2 blanques peó · c1 blanques torre · e1 blanques torre · g1 blanques rei | a8 negres torre · c8 negres torre · e8 negres rei · a7 negres peó · b7 negres peó · d7 negres dama · e7 negres cavall · h7 negres peó · f6 negres peó · g6 negres peó · d5 negres peó · g5 blanques cavall · g4 blanques dama · a2 blanques peó · b2 blanques peó · f2 blanques peó · g2 blanques peó · h2 blanques peó · c1 blanques torre · e1 blanques torre · g1 blanques rei | a8 negres torre · c8 negres torre · e8 negres rei · a7 negres peó · b7 negres peó · d7 negres dama · e7 negres cavall · h7 negres peó · f6 negres peó · g6 negres peó · d5 negres peó · g5 blanques cavall · g4 blanques dama · a2 blanques peó · b2 blanques peó · f2 blanques peó · g2 blanques peó · h2 blanques peó · c1 blanques torre · e1 blanques torre · g1 blanques rei | a8 negres torre · c8 negres torre · e8 negres rei · a7 negres peó · b7 negres peó · d7 negres dama · e7 negres cavall · h7 negres peó · f6 negres peó · g6 negres peó · d5 negres peó · g5 blanques cavall · g4 blanques dama · a2 blanques peó · b2 blanques peó · f2 blanques peó · g2 blanques peó · h2 blanques peó · c1 blanques torre · e1 blanques torre · g1 blanques rei | a8 negres torre · c8 negres torre · e8 negres rei · a7 negres peó · b7 negres peó · d7 negres dama · e7 negres cavall · h7 negres peó · f6 negres peó · g6 negres peó · d5 negres peó · g5 blanques cavall · g4 blanques dama · a2 blanques peó · b2 blanques peó · f2 blanques peó · g2 blanques peó · h2 blanques peó · c1 blanques torre · e1 blanques torre · g1 blanques rei | 8 |
| 7 | a8 negres torre · c8 negres torre · e8 negres rei · a7 negres peó · b7 negres peó · d7 negres dama · e7 negres cavall · h7 negres peó · f6 negres peó · g6 negres peó · d5 negres peó · g5 blanques cavall · g4 blanques dama · a2 blanques peó · b2 blanques peó · f2 blanques peó · g2 blanques peó · h2 blanques peó · c1 blanques torre · e1 blanques torre · g1 blanques rei | a8 negres torre · c8 negres torre · e8 negres rei · a7 negres peó · b7 negres peó · d7 negres dama · e7 negres cavall · h7 negres peó · f6 negres peó · g6 negres peó · d5 negres peó · g5 blanques cavall · g4 blanques dama · a2 blanques peó · b2 blanques peó · f2 blanques peó · g2 blanques peó · h2 blanques peó · c1 blanques torre · e1 blanques torre · g1 blanques rei | a8 negres torre · c8 negres torre · e8 negres rei · a7 negres peó · b7 negres peó · d7 negres dama · e7 negres cavall · h7 negres peó · f6 negres peó · g6 negres peó · d5 negres peó · g5 blanques cavall · g4 blanques dama · a2 blanques peó · b2 blanques peó · f2 blanques peó · g2 blanques peó · h2 blanques peó · c1 blanques torre · e1 blanques torre · g1 blanques rei | a8 negres torre · c8 negres torre · e8 negres rei · a7 negres peó · b7 negres peó · d7 negres dama · e7 negres cavall · h7 negres peó · f6 negres peó · g6 negres peó · d5 negres peó · g5 blanques cavall · g4 blanques dama · a2 blanques peó · b2 blanques peó · f2 blanques peó · g2 blanques peó · h2 blanques peó · c1 blanques torre · e1 blanques torre · g1 blanques rei | a8 negres torre · c8 negres torre · e8 negres rei · a7 negres peó · b7 negres peó · d7 negres dama · e7 negres cavall · h7 negres peó · f6 negres peó · g6 negres peó · d5 negres peó · g5 blanques cavall · g4 blanques dama · a2 blanques peó · b2 blanques peó · f2 blanques peó · g2 blanques peó · h2 blanques peó · c1 blanques torre · e1 blanques torre · g1 blanques rei | a8 negres torre · c8 negres torre · e8 negres rei · a7 negres peó · b7 negres peó · d7 negres dama · e7 negres cavall · h7 negres peó · f6 negres peó · g6 negres peó · d5 negres peó · g5 blanques cavall · g4 blanques dama · a2 blanques peó · b2 blanques peó · f2 blanques peó · g2 blanques peó · h2 blanques peó · c1 blanques torre · e1 blanques torre · g1 blanques rei | a8 negres torre · c8 negres torre · e8 negres rei · a7 negres peó · b7 negres peó · d7 negres dama · e7 negres cavall · h7 negres peó · f6 negres peó · g6 negres peó · d5 negres peó · g5 blanques cavall · g4 blanques dama · a2 blanques peó · b2 blanques peó · f2 blanques peó · g2 blanques peó · h2 blanques peó · c1 blanques torre · e1 blanques torre · g1 blanques rei | a8 negres torre · c8 negres torre · e8 negres rei · a7 negres peó · b7 negres peó · d7 negres dama · e7 negres cavall · h7 negres peó · f6 negres peó · g6 negres peó · d5 negres peó · g5 blanques cavall · g4 blanques dama · a2 blanques peó · b2 blanques peó · f2 blanques peó · g2 blanques peó · h2 blanques peó · c1 blanques torre · e1 blanques torre · g1 blanques rei | 7 |
| 6 | a8 negres torre · c8 negres torre · e8 negres rei · a7 negres peó · b7 negres peó · d7 negres dama · e7 negres cavall · h7 negres peó · f6 negres peó · g6 negres peó · d5 negres peó · g5 blanques cavall · g4 blanques dama · a2 blanques peó · b2 blanques peó · f2 blanques peó · g2 blanques peó · h2 blanques peó · c1 blanques torre · e1 blanques torre · g1 blanques rei | a8 negres torre · c8 negres torre · e8 negres rei · a7 negres peó · b7 negres peó · d7 negres dama · e7 negres cavall · h7 negres peó · f6 negres peó · g6 negres peó · d5 negres peó · g5 blanques cavall · g4 blanques dama · a2 blanques peó · b2 blanques peó · f2 blanques peó · g2 blanques peó · h2 blanques peó · c1 blanques torre · e1 blanques torre · g1 blanques rei | a8 negres torre · c8 negres torre · e8 negres rei · a7 negres peó · b7 negres peó · d7 negres dama · e7 negres cavall · h7 negres peó · f6 negres peó · g6 negres peó · d5 negres peó · g5 blanques cavall · g4 blanques dama · a2 blanques peó · b2 blanques peó · f2 blanques peó · g2 blanques peó · h2 blanques peó · c1 blanques torre · e1 blanques torre · g1 blanques rei | a8 negres torre · c8 negres torre · e8 negres rei · a7 negres peó · b7 negres peó · d7 negres dama · e7 negres cavall · h7 negres peó · f6 negres peó · g6 negres peó · d5 negres peó · g5 blanques cavall · g4 blanques dama · a2 blanques peó · b2 blanques peó · f2 blanques peó · g2 blanques peó · h2 blanques peó · c1 blanques torre · e1 blanques torre · g1 blanques rei | a8 negres torre · c8 negres torre · e8 negres rei · a7 negres peó · b7 negres peó · d7 negres dama · e7 negres cavall · h7 negres peó · f6 negres peó · g6 negres peó · d5 negres peó · g5 blanques cavall · g4 blanques dama · a2 blanques peó · b2 blanques peó · f2 blanques peó · g2 blanques peó · h2 blanques peó · c1 blanques torre · e1 blanques torre · g1 blanques rei | a8 negres torre · c8 negres torre · e8 negres rei · a7 negres peó · b7 negres peó · d7 negres dama · e7 negres cavall · h7 negres peó · f6 negres peó · g6 negres peó · d5 negres peó · g5 blanques cavall · g4 blanques dama · a2 blanques peó · b2 blanques peó · f2 blanques peó · g2 blanques peó · h2 blanques peó · c1 blanques torre · e1 blanques torre · g1 blanques rei | a8 negres torre · c8 negres torre · e8 negres rei · a7 negres peó · b7 negres peó · d7 negres dama · e7 negres cavall · h7 negres peó · f6 negres peó · g6 negres peó · d5 negres peó · g5 blanques cavall · g4 blanques dama · a2 blanques peó · b2 blanques peó · f2 blanques peó · g2 blanques peó · h2 blanques peó · c1 blanques torre · e1 blanques torre · g1 blanques rei | a8 negres torre · c8 negres torre · e8 negres rei · a7 negres peó · b7 negres peó · d7 negres dama · e7 negres cavall · h7 negres peó · f6 negres peó · g6 negres peó · d5 negres peó · g5 blanques cavall · g4 blanques dama · a2 blanques peó · b2 blanques peó · f2 blanques peó · g2 blanques peó · h2 blanques peó · c1 blanques torre · e1 blanques torre · g1 blanques rei | 6 |
| 5 | a8 negres torre · c8 negres torre · e8 negres rei · a7 negres peó · b7 negres peó · d7 negres dama · e7 negres cavall · h7 negres peó · f6 negres peó · g6 negres peó · d5 negres peó · g5 blanques cavall · g4 blanques dama · a2 blanques peó · b2 blanques peó · f2 blanques peó · g2 blanques peó · h2 blanques peó · c1 blanques torre · e1 blanques torre · g1 blanques rei | a8 negres torre · c8 negres torre · e8 negres rei · a7 negres peó · b7 negres peó · d7 negres dama · e7 negres cavall · h7 negres peó · f6 negres peó · g6 negres peó · d5 negres peó · g5 blanques cavall · g4 blanques dama · a2 blanques peó · b2 blanques peó · f2 blanques peó · g2 blanques peó · h2 blanques peó · c1 blanques torre · e1 blanques torre · g1 blanques rei | a8 negres torre · c8 negres torre · e8 negres rei · a7 negres peó · b7 negres peó · d7 negres dama · e7 negres cavall · h7 negres peó · f6 negres peó · g6 negres peó · d5 negres peó · g5 blanques cavall · g4 blanques dama · a2 blanques peó · b2 blanques peó · f2 blanques peó · g2 blanques peó · h2 blanques peó · c1 blanques torre · e1 blanques torre · g1 blanques rei | a8 negres torre · c8 negres torre · e8 negres rei · a7 negres peó · b7 negres peó · d7 negres dama · e7 negres cavall · h7 negres peó · f6 negres peó · g6 negres peó · d5 negres peó · g5 blanques cavall · g4 blanques dama · a2 blanques peó · b2 blanques peó · f2 blanques peó · g2 blanques peó · h2 blanques peó · c1 blanques torre · e1 blanques torre · g1 blanques rei | a8 negres torre · c8 negres torre · e8 negres rei · a7 negres peó · b7 negres peó · d7 negres dama · e7 negres cavall · h7 negres peó · f6 negres peó · g6 negres peó · d5 negres peó · g5 blanques cavall · g4 blanques dama · a2 blanques peó · b2 blanques peó · f2 blanques peó · g2 blanques peó · h2 blanques peó · c1 blanques torre · e1 blanques torre · g1 blanques rei | a8 negres torre · c8 negres torre · e8 negres rei · a7 negres peó · b7 negres peó · d7 negres dama · e7 negres cavall · h7 negres peó · f6 negres peó · g6 negres peó · d5 negres peó · g5 blanques cavall · g4 blanques dama · a2 blanques peó · b2 blanques peó · f2 blanques peó · g2 blanques peó · h2 blanques peó · c1 blanques torre · e1 blanques torre · g1 blanques rei | a8 negres torre · c8 negres torre · e8 negres rei · a7 negres peó · b7 negres peó · d7 negres dama · e7 negres cavall · h7 negres peó · f6 negres peó · g6 negres peó · d5 negres peó · g5 blanques cavall · g4 blanques dama · a2 blanques peó · b2 blanques peó · f2 blanques peó · g2 blanques peó · h2 blanques peó · c1 blanques torre · e1 blanques torre · g1 blanques rei | a8 negres torre · c8 negres torre · e8 negres rei · a7 negres peó · b7 negres peó · d7 negres dama · e7 negres cavall · h7 negres peó · f6 negres peó · g6 negres peó · d5 negres peó · g5 blanques cavall · g4 blanques dama · a2 blanques peó · b2 blanques peó · f2 blanques peó · g2 blanques peó · h2 blanques peó · c1 blanques torre · e1 blanques torre · g1 blanques rei | 5 |
| 4 | a8 negres torre · c8 negres torre · e8 negres rei · a7 negres peó · b7 negres peó · d7 negres dama · e7 negres cavall · h7 negres peó · f6 negres peó · g6 negres peó · d5 negres peó · g5 blanques cavall · g4 blanques dama · a2 blanques peó · b2 blanques peó · f2 blanques peó · g2 blanques peó · h2 blanques peó · c1 blanques torre · e1 blanques torre · g1 blanques rei | a8 negres torre · c8 negres torre · e8 negres rei · a7 negres peó · b7 negres peó · d7 negres dama · e7 negres cavall · h7 negres peó · f6 negres peó · g6 negres peó · d5 negres peó · g5 blanques cavall · g4 blanques dama · a2 blanques peó · b2 blanques peó · f2 blanques peó · g2 blanques peó · h2 blanques peó · c1 blanques torre · e1 blanques torre · g1 blanques rei | a8 negres torre · c8 negres torre · e8 negres rei · a7 negres peó · b7 negres peó · d7 negres dama · e7 negres cavall · h7 negres peó · f6 negres peó · g6 negres peó · d5 negres peó · g5 blanques cavall · g4 blanques dama · a2 blanques peó · b2 blanques peó · f2 blanques peó · g2 blanques peó · h2 blanques peó · c1 blanques torre · e1 blanques torre · g1 blanques rei | a8 negres torre · c8 negres torre · e8 negres rei · a7 negres peó · b7 negres peó · d7 negres dama · e7 negres cavall · h7 negres peó · f6 negres peó · g6 negres peó · d5 negres peó · g5 blanques cavall · g4 blanques dama · a2 blanques peó · b2 blanques peó · f2 blanques peó · g2 blanques peó · h2 blanques peó · c1 blanques torre · e1 blanques torre · g1 blanques rei | a8 negres torre · c8 negres torre · e8 negres rei · a7 negres peó · b7 negres peó · d7 negres dama · e7 negres cavall · h7 negres peó · f6 negres peó · g6 negres peó · d5 negres peó · g5 blanques cavall · g4 blanques dama · a2 blanques peó · b2 blanques peó · f2 blanques peó · g2 blanques peó · h2 blanques peó · c1 blanques torre · e1 blanques torre · g1 blanques rei | a8 negres torre · c8 negres torre · e8 negres rei · a7 negres peó · b7 negres peó · d7 negres dama · e7 negres cavall · h7 negres peó · f6 negres peó · g6 negres peó · d5 negres peó · g5 blanques cavall · g4 blanques dama · a2 blanques peó · b2 blanques peó · f2 blanques peó · g2 blanques peó · h2 blanques peó · c1 blanques torre · e1 blanques torre · g1 blanques rei | a8 negres torre · c8 negres torre · e8 negres rei · a7 negres peó · b7 negres peó · d7 negres dama · e7 negres cavall · h7 negres peó · f6 negres peó · g6 negres peó · d5 negres peó · g5 blanques cavall · g4 blanques dama · a2 blanques peó · b2 blanques peó · f2 blanques peó · g2 blanques peó · h2 blanques peó · c1 blanques torre · e1 blanques torre · g1 blanques rei | a8 negres torre · c8 negres torre · e8 negres rei · a7 negres peó · b7 negres peó · d7 negres dama · e7 negres cavall · h7 negres peó · f6 negres peó · g6 negres peó · d5 negres peó · g5 blanques cavall · g4 blanques dama · a2 blanques peó · b2 blanques peó · f2 blanques peó · g2 blanques peó · h2 blanques peó · c1 blanques torre · e1 blanques torre · g1 blanques rei | 4 |
| 3 | a8 negres torre · c8 negres torre · e8 negres rei · a7 negres peó · b7 negres peó · d7 negres dama · e7 negres cavall · h7 negres peó · f6 negres peó · g6 negres peó · d5 negres peó · g5 blanques cavall · g4 blanques dama · a2 blanques peó · b2 blanques peó · f2 blanques peó · g2 blanques peó · h2 blanques peó · c1 blanques torre · e1 blanques torre · g1 blanques rei | a8 negres torre · c8 negres torre · e8 negres rei · a7 negres peó · b7 negres peó · d7 negres dama · e7 negres cavall · h7 negres peó · f6 negres peó · g6 negres peó · d5 negres peó · g5 blanques cavall · g4 blanques dama · a2 blanques peó · b2 blanques peó · f2 blanques peó · g2 blanques peó · h2 blanques peó · c1 blanques torre · e1 blanques torre · g1 blanques rei | a8 negres torre · c8 negres torre · e8 negres rei · a7 negres peó · b7 negres peó · d7 negres dama · e7 negres cavall · h7 negres peó · f6 negres peó · g6 negres peó · d5 negres peó · g5 blanques cavall · g4 blanques dama · a2 blanques peó · b2 blanques peó · f2 blanques peó · g2 blanques peó · h2 blanques peó · c1 blanques torre · e1 blanques torre · g1 blanques rei | a8 negres torre · c8 negres torre · e8 negres rei · a7 negres peó · b7 negres peó · d7 negres dama · e7 negres cavall · h7 negres peó · f6 negres peó · g6 negres peó · d5 negres peó · g5 blanques cavall · g4 blanques dama · a2 blanques peó · b2 blanques peó · f2 blanques peó · g2 blanques peó · h2 blanques peó · c1 blanques torre · e1 blanques torre · g1 blanques rei | a8 negres torre · c8 negres torre · e8 negres rei · a7 negres peó · b7 negres peó · d7 negres dama · e7 negres cavall · h7 negres peó · f6 negres peó · g6 negres peó · d5 negres peó · g5 blanques cavall · g4 blanques dama · a2 blanques peó · b2 blanques peó · f2 blanques peó · g2 blanques peó · h2 blanques peó · c1 blanques torre · e1 blanques torre · g1 blanques rei | a8 negres torre · c8 negres torre · e8 negres rei · a7 negres peó · b7 negres peó · d7 negres dama · e7 negres cavall · h7 negres peó · f6 negres peó · g6 negres peó · d5 negres peó · g5 blanques cavall · g4 blanques dama · a2 blanques peó · b2 blanques peó · f2 blanques peó · g2 blanques peó · h2 blanques peó · c1 blanques torre · e1 blanques torre · g1 blanques rei | a8 negres torre · c8 negres torre · e8 negres rei · a7 negres peó · b7 negres peó · d7 negres dama · e7 negres cavall · h7 negres peó · f6 negres peó · g6 negres peó · d5 negres peó · g5 blanques cavall · g4 blanques dama · a2 blanques peó · b2 blanques peó · f2 blanques peó · g2 blanques peó · h2 blanques peó · c1 blanques torre · e1 blanques torre · g1 blanques rei | a8 negres torre · c8 negres torre · e8 negres rei · a7 negres peó · b7 negres peó · d7 negres dama · e7 negres cavall · h7 negres peó · f6 negres peó · g6 negres peó · d5 negres peó · g5 blanques cavall · g4 blanques dama · a2 blanques peó · b2 blanques peó · f2 blanques peó · g2 blanques peó · h2 blanques peó · c1 blanques torre · e1 blanques torre · g1 blanques rei | 3 |
| 2 | a8 negres torre · c8 negres torre · e8 negres rei · a7 negres peó · b7 negres peó · d7 negres dama · e7 negres cavall · h7 negres peó · f6 negres peó · g6 negres peó · d5 negres peó · g5 blanques cavall · g4 blanques dama · a2 blanques peó · b2 blanques peó · f2 blanques peó · g2 blanques peó · h2 blanques peó · c1 blanques torre · e1 blanques torre · g1 blanques rei | a8 negres torre · c8 negres torre · e8 negres rei · a7 negres peó · b7 negres peó · d7 negres dama · e7 negres cavall · h7 negres peó · f6 negres peó · g6 negres peó · d5 negres peó · g5 blanques cavall · g4 blanques dama · a2 blanques peó · b2 blanques peó · f2 blanques peó · g2 blanques peó · h2 blanques peó · c1 blanques torre · e1 blanques torre · g1 blanques rei | a8 negres torre · c8 negres torre · e8 negres rei · a7 negres peó · b7 negres peó · d7 negres dama · e7 negres cavall · h7 negres peó · f6 negres peó · g6 negres peó · d5 negres peó · g5 blanques cavall · g4 blanques dama · a2 blanques peó · b2 blanques peó · f2 blanques peó · g2 blanques peó · h2 blanques peó · c1 blanques torre · e1 blanques torre · g1 blanques rei | a8 negres torre · c8 negres torre · e8 negres rei · a7 negres peó · b7 negres peó · d7 negres dama · e7 negres cavall · h7 negres peó · f6 negres peó · g6 negres peó · d5 negres peó · g5 blanques cavall · g4 blanques dama · a2 blanques peó · b2 blanques peó · f2 blanques peó · g2 blanques peó · h2 blanques peó · c1 blanques torre · e1 blanques torre · g1 blanques rei | a8 negres torre · c8 negres torre · e8 negres rei · a7 negres peó · b7 negres peó · d7 negres dama · e7 negres cavall · h7 negres peó · f6 negres peó · g6 negres peó · d5 negres peó · g5 blanques cavall · g4 blanques dama · a2 blanques peó · b2 blanques peó · f2 blanques peó · g2 blanques peó · h2 blanques peó · c1 blanques torre · e1 blanques torre · g1 blanques rei | a8 negres torre · c8 negres torre · e8 negres rei · a7 negres peó · b7 negres peó · d7 negres dama · e7 negres cavall · h7 negres peó · f6 negres peó · g6 negres peó · d5 negres peó · g5 blanques cavall · g4 blanques dama · a2 blanques peó · b2 blanques peó · f2 blanques peó · g2 blanques peó · h2 blanques peó · c1 blanques torre · e1 blanques torre · g1 blanques rei | a8 negres torre · c8 negres torre · e8 negres rei · a7 negres peó · b7 negres peó · d7 negres dama · e7 negres cavall · h7 negres peó · f6 negres peó · g6 negres peó · d5 negres peó · g5 blanques cavall · g4 blanques dama · a2 blanques peó · b2 blanques peó · f2 blanques peó · g2 blanques peó · h2 blanques peó · c1 blanques torre · e1 blanques torre · g1 blanques rei | a8 negres torre · c8 negres torre · e8 negres rei · a7 negres peó · b7 negres peó · d7 negres dama · e7 negres cavall · h7 negres peó · f6 negres peó · g6 negres peó · d5 negres peó · g5 blanques cavall · g4 blanques dama · a2 blanques peó · b2 blanques peó · f2 blanques peó · g2 blanques peó · h2 blanques peó · c1 blanques torre · e1 blanques torre · g1 blanques rei | 2 |
| 1 | a8 negres torre · c8 negres torre · e8 negres rei · a7 negres peó · b7 negres peó · d7 negres dama · e7 negres cavall · h7 negres peó · f6 negres peó · g6 negres peó · d5 negres peó · g5 blanques cavall · g4 blanques dama · a2 blanques peó · b2 blanques peó · f2 blanques peó · g2 blanques peó · h2 blanques peó · c1 blanques torre · e1 blanques torre · g1 blanques rei | a8 negres torre · c8 negres torre · e8 negres rei · a7 negres peó · b7 negres peó · d7 negres dama · e7 negres cavall · h7 negres peó · f6 negres peó · g6 negres peó · d5 negres peó · g5 blanques cavall · g4 blanques dama · a2 blanques peó · b2 blanques peó · f2 blanques peó · g2 blanques peó · h2 blanques peó · c1 blanques torre · e1 blanques torre · g1 blanques rei | a8 negres torre · c8 negres torre · e8 negres rei · a7 negres peó · b7 negres peó · d7 negres dama · e7 negres cavall · h7 negres peó · f6 negres peó · g6 negres peó · d5 negres peó · g5 blanques cavall · g4 blanques dama · a2 blanques peó · b2 blanques peó · f2 blanques peó · g2 blanques peó · h2 blanques peó · c1 blanques torre · e1 blanques torre · g1 blanques rei | a8 negres torre · c8 negres torre · e8 negres rei · a7 negres peó · b7 negres peó · d7 negres dama · e7 negres cavall · h7 negres peó · f6 negres peó · g6 negres peó · d5 negres peó · g5 blanques cavall · g4 blanques dama · a2 blanques peó · b2 blanques peó · f2 blanques peó · g2 blanques peó · h2 blanques peó · c1 blanques torre · e1 blanques torre · g1 blanques rei | a8 negres torre · c8 negres torre · e8 negres rei · a7 negres peó · b7 negres peó · d7 negres dama · e7 negres cavall · h7 negres peó · f6 negres peó · g6 negres peó · d5 negres peó · g5 blanques cavall · g4 blanques dama · a2 blanques peó · b2 blanques peó · f2 blanques peó · g2 blanques peó · h2 blanques peó · c1 blanques torre · e1 blanques torre · g1 blanques rei | a8 negres torre · c8 negres torre · e8 negres rei · a7 negres peó · b7 negres peó · d7 negres dama · e7 negres cavall · h7 negres peó · f6 negres peó · g6 negres peó · d5 negres peó · g5 blanques cavall · g4 blanques dama · a2 blanques peó · b2 blanques peó · f2 blanques peó · g2 blanques peó · h2 blanques peó · c1 blanques torre · e1 blanques torre · g1 blanques rei | a8 negres torre · c8 negres torre · e8 negres rei · a7 negres peó · b7 negres peó · d7 negres dama · e7 negres cavall · h7 negres peó · f6 negres peó · g6 negres peó · d5 negres peó · g5 blanques cavall · g4 blanques dama · a2 blanques peó · b2 blanques peó · f2 blanques peó · g2 blanques peó · h2 blanques peó · c1 blanques torre · e1 blanques torre · g1 blanques rei | a8 negres torre · c8 negres torre · e8 negres rei · a7 negres peó · b7 negres peó · d7 negres dama · e7 negres cavall · h7 negres peó · f6 negres peó · g6 negres peó · d5 negres peó · g5 blanques cavall · g4 blanques dama · a2 blanques peó · b2 blanques peó · f2 blanques peó · g2 blanques peó · h2 blanques peó · c1 blanques torre · e1 blanques torre · g1 blanques rei | 1 |
|   | a | b | c | d | e | f | g | h |   |

A la desena ronda, la posició del diagrama de la dreta va sorgir després d'un Giuoco Piano: 1.e4 e5 2.Cf3 Cc6 3.Ac4 Ac5 4.c3 Cf6 5.d4 exd4 6.cxd4 Ab4+ 7.Cc3 d5 8.exd5 Cxd5 9.0-0 Ae6 10.Ag5 Ae7 11.Axd5! Axd5 12.Cxd5 Dxd5 13.Axe7 Cxe7 14.Te1 f6 15.De2 Dd7 16.Tac1 c6?! 17.d5! cxd5 18.Cd4 Rf7 19.Ce6 Thc8 20.Dg4 g6 21.Cg5+ Re8.
En aquest moment, Steinitz va fer una de les jugades més famoses en la història dels escacs: 22.Txe7+!!, deixant, increïblement ¡ totes ¡ les seves peces sota amenaça de ser capturades. Les negres no poden capturar la torre blanca (22...Dxe7 23.Txc8+ Txc8 24.Dxc8+ Dd8 25.Dxd8+, etc. I les blanques guanyarien fàcilment amb la seva peça d'avantatge, mentre que 22...Rxe7 23.Te1+ Rd6 24.Db4+ Tc5 25.Ce6 guanya també fàcilment), No obstant això, les blanques no poden capturar la dama negra (o jugar qualsevol altre moviment no forçat), perquè Txc1 és mat a favor del negre!. En definitiva, la torre de Steinitz ara "es burla" del rei negre, (que no la pot capturar) en repetides ocasions, per tal d'evitar Txc1.
La partida va continuar 22...Rf8 23.Tf7+ Rg8 24.Tg7+ Rh8 25.Txh7+!!
Aquesta jugada crucial elimina el peó h, i permet les blanques incorporar la seva dama a l'atac, evitant a més que les negres juguin Txc1 i mat. Resignat a l'inevitable destí (o potser frustrat pel fet que, fins i tot amb una amenaça de mat en una, que no va és aprofitable), von Bardeleben simplement va sortir de la sala de joc, deixant que el seu temps passés! Steinitz va demostrar els espectadors com podria haver continuat la partida:
25...Rg8 26.Tg7+ Rh8 27.Dh4+ Rxg7 28.Dh7+ Rf8 29.Dh8+ Re7 30.Dg7+ Re8 31.Dg8+ Re7 32.Df7+ Rd8 33.Df8+ De8 34.Cf7+ Rd7 35.Dd6# 

Aquesta partida va guanyar el premi de bellesa del torneig.

### Pillsbury versus Gunsberg
|   | a | b | c | d | e | f | g | h |   |
| 8 | b8 negres cavall · e7 negres rei · h7 negres peó · a6 negres peó · e6 negres peó · f6 negres peó · g6 negres peó · b5 negres peó · c5 blanques peó · d5 negres peó · d4 blanques peó · f4 blanques peó · g4 blanques peó · d3 blanques cavall · e3 blanques peó · a2 blanques peó · e2 blanques rei · h2 blanques peó | b8 negres cavall · e7 negres rei · h7 negres peó · a6 negres peó · e6 negres peó · f6 negres peó · g6 negres peó · b5 negres peó · c5 blanques peó · d5 negres peó · d4 blanques peó · f4 blanques peó · g4 blanques peó · d3 blanques cavall · e3 blanques peó · a2 blanques peó · e2 blanques rei · h2 blanques peó | b8 negres cavall · e7 negres rei · h7 negres peó · a6 negres peó · e6 negres peó · f6 negres peó · g6 negres peó · b5 negres peó · c5 blanques peó · d5 negres peó · d4 blanques peó · f4 blanques peó · g4 blanques peó · d3 blanques cavall · e3 blanques peó · a2 blanques peó · e2 blanques rei · h2 blanques peó | b8 negres cavall · e7 negres rei · h7 negres peó · a6 negres peó · e6 negres peó · f6 negres peó · g6 negres peó · b5 negres peó · c5 blanques peó · d5 negres peó · d4 blanques peó · f4 blanques peó · g4 blanques peó · d3 blanques cavall · e3 blanques peó · a2 blanques peó · e2 blanques rei · h2 blanques peó | b8 negres cavall · e7 negres rei · h7 negres peó · a6 negres peó · e6 negres peó · f6 negres peó · g6 negres peó · b5 negres peó · c5 blanques peó · d5 negres peó · d4 blanques peó · f4 blanques peó · g4 blanques peó · d3 blanques cavall · e3 blanques peó · a2 blanques peó · e2 blanques rei · h2 blanques peó | b8 negres cavall · e7 negres rei · h7 negres peó · a6 negres peó · e6 negres peó · f6 negres peó · g6 negres peó · b5 negres peó · c5 blanques peó · d5 negres peó · d4 blanques peó · f4 blanques peó · g4 blanques peó · d3 blanques cavall · e3 blanques peó · a2 blanques peó · e2 blanques rei · h2 blanques peó | b8 negres cavall · e7 negres rei · h7 negres peó · a6 negres peó · e6 negres peó · f6 negres peó · g6 negres peó · b5 negres peó · c5 blanques peó · d5 negres peó · d4 blanques peó · f4 blanques peó · g4 blanques peó · d3 blanques cavall · e3 blanques peó · a2 blanques peó · e2 blanques rei · h2 blanques peó | b8 negres cavall · e7 negres rei · h7 negres peó · a6 negres peó · e6 negres peó · f6 negres peó · g6 negres peó · b5 negres peó · c5 blanques peó · d5 negres peó · d4 blanques peó · f4 blanques peó · g4 blanques peó · d3 blanques cavall · e3 blanques peó · a2 blanques peó · e2 blanques rei · h2 blanques peó | 8 |
| 7 | b8 negres cavall · e7 negres rei · h7 negres peó · a6 negres peó · e6 negres peó · f6 negres peó · g6 negres peó · b5 negres peó · c5 blanques peó · d5 negres peó · d4 blanques peó · f4 blanques peó · g4 blanques peó · d3 blanques cavall · e3 blanques peó · a2 blanques peó · e2 blanques rei · h2 blanques peó | b8 negres cavall · e7 negres rei · h7 negres peó · a6 negres peó · e6 negres peó · f6 negres peó · g6 negres peó · b5 negres peó · c5 blanques peó · d5 negres peó · d4 blanques peó · f4 blanques peó · g4 blanques peó · d3 blanques cavall · e3 blanques peó · a2 blanques peó · e2 blanques rei · h2 blanques peó | b8 negres cavall · e7 negres rei · h7 negres peó · a6 negres peó · e6 negres peó · f6 negres peó · g6 negres peó · b5 negres peó · c5 blanques peó · d5 negres peó · d4 blanques peó · f4 blanques peó · g4 blanques peó · d3 blanques cavall · e3 blanques peó · a2 blanques peó · e2 blanques rei · h2 blanques peó | b8 negres cavall · e7 negres rei · h7 negres peó · a6 negres peó · e6 negres peó · f6 negres peó · g6 negres peó · b5 negres peó · c5 blanques peó · d5 negres peó · d4 blanques peó · f4 blanques peó · g4 blanques peó · d3 blanques cavall · e3 blanques peó · a2 blanques peó · e2 blanques rei · h2 blanques peó | b8 negres cavall · e7 negres rei · h7 negres peó · a6 negres peó · e6 negres peó · f6 negres peó · g6 negres peó · b5 negres peó · c5 blanques peó · d5 negres peó · d4 blanques peó · f4 blanques peó · g4 blanques peó · d3 blanques cavall · e3 blanques peó · a2 blanques peó · e2 blanques rei · h2 blanques peó | b8 negres cavall · e7 negres rei · h7 negres peó · a6 negres peó · e6 negres peó · f6 negres peó · g6 negres peó · b5 negres peó · c5 blanques peó · d5 negres peó · d4 blanques peó · f4 blanques peó · g4 blanques peó · d3 blanques cavall · e3 blanques peó · a2 blanques peó · e2 blanques rei · h2 blanques peó | b8 negres cavall · e7 negres rei · h7 negres peó · a6 negres peó · e6 negres peó · f6 negres peó · g6 negres peó · b5 negres peó · c5 blanques peó · d5 negres peó · d4 blanques peó · f4 blanques peó · g4 blanques peó · d3 blanques cavall · e3 blanques peó · a2 blanques peó · e2 blanques rei · h2 blanques peó | b8 negres cavall · e7 negres rei · h7 negres peó · a6 negres peó · e6 negres peó · f6 negres peó · g6 negres peó · b5 negres peó · c5 blanques peó · d5 negres peó · d4 blanques peó · f4 blanques peó · g4 blanques peó · d3 blanques cavall · e3 blanques peó · a2 blanques peó · e2 blanques rei · h2 blanques peó | 7 |
| 6 | b8 negres cavall · e7 negres rei · h7 negres peó · a6 negres peó · e6 negres peó · f6 negres peó · g6 negres peó · b5 negres peó · c5 blanques peó · d5 negres peó · d4 blanques peó · f4 blanques peó · g4 blanques peó · d3 blanques cavall · e3 blanques peó · a2 blanques peó · e2 blanques rei · h2 blanques peó | b8 negres cavall · e7 negres rei · h7 negres peó · a6 negres peó · e6 negres peó · f6 negres peó · g6 negres peó · b5 negres peó · c5 blanques peó · d5 negres peó · d4 blanques peó · f4 blanques peó · g4 blanques peó · d3 blanques cavall · e3 blanques peó · a2 blanques peó · e2 blanques rei · h2 blanques peó | b8 negres cavall · e7 negres rei · h7 negres peó · a6 negres peó · e6 negres peó · f6 negres peó · g6 negres peó · b5 negres peó · c5 blanques peó · d5 negres peó · d4 blanques peó · f4 blanques peó · g4 blanques peó · d3 blanques cavall · e3 blanques peó · a2 blanques peó · e2 blanques rei · h2 blanques peó | b8 negres cavall · e7 negres rei · h7 negres peó · a6 negres peó · e6 negres peó · f6 negres peó · g6 negres peó · b5 negres peó · c5 blanques peó · d5 negres peó · d4 blanques peó · f4 blanques peó · g4 blanques peó · d3 blanques cavall · e3 blanques peó · a2 blanques peó · e2 blanques rei · h2 blanques peó | b8 negres cavall · e7 negres rei · h7 negres peó · a6 negres peó · e6 negres peó · f6 negres peó · g6 negres peó · b5 negres peó · c5 blanques peó · d5 negres peó · d4 blanques peó · f4 blanques peó · g4 blanques peó · d3 blanques cavall · e3 blanques peó · a2 blanques peó · e2 blanques rei · h2 blanques peó | b8 negres cavall · e7 negres rei · h7 negres peó · a6 negres peó · e6 negres peó · f6 negres peó · g6 negres peó · b5 negres peó · c5 blanques peó · d5 negres peó · d4 blanques peó · f4 blanques peó · g4 blanques peó · d3 blanques cavall · e3 blanques peó · a2 blanques peó · e2 blanques rei · h2 blanques peó | b8 negres cavall · e7 negres rei · h7 negres peó · a6 negres peó · e6 negres peó · f6 negres peó · g6 negres peó · b5 negres peó · c5 blanques peó · d5 negres peó · d4 blanques peó · f4 blanques peó · g4 blanques peó · d3 blanques cavall · e3 blanques peó · a2 blanques peó · e2 blanques rei · h2 blanques peó | b8 negres cavall · e7 negres rei · h7 negres peó · a6 negres peó · e6 negres peó · f6 negres peó · g6 negres peó · b5 negres peó · c5 blanques peó · d5 negres peó · d4 blanques peó · f4 blanques peó · g4 blanques peó · d3 blanques cavall · e3 blanques peó · a2 blanques peó · e2 blanques rei · h2 blanques peó | 6 |
| 5 | b8 negres cavall · e7 negres rei · h7 negres peó · a6 negres peó · e6 negres peó · f6 negres peó · g6 negres peó · b5 negres peó · c5 blanques peó · d5 negres peó · d4 blanques peó · f4 blanques peó · g4 blanques peó · d3 blanques cavall · e3 blanques peó · a2 blanques peó · e2 blanques rei · h2 blanques peó | b8 negres cavall · e7 negres rei · h7 negres peó · a6 negres peó · e6 negres peó · f6 negres peó · g6 negres peó · b5 negres peó · c5 blanques peó · d5 negres peó · d4 blanques peó · f4 blanques peó · g4 blanques peó · d3 blanques cavall · e3 blanques peó · a2 blanques peó · e2 blanques rei · h2 blanques peó | b8 negres cavall · e7 negres rei · h7 negres peó · a6 negres peó · e6 negres peó · f6 negres peó · g6 negres peó · b5 negres peó · c5 blanques peó · d5 negres peó · d4 blanques peó · f4 blanques peó · g4 blanques peó · d3 blanques cavall · e3 blanques peó · a2 blanques peó · e2 blanques rei · h2 blanques peó | b8 negres cavall · e7 negres rei · h7 negres peó · a6 negres peó · e6 negres peó · f6 negres peó · g6 negres peó · b5 negres peó · c5 blanques peó · d5 negres peó · d4 blanques peó · f4 blanques peó · g4 blanques peó · d3 blanques cavall · e3 blanques peó · a2 blanques peó · e2 blanques rei · h2 blanques peó | b8 negres cavall · e7 negres rei · h7 negres peó · a6 negres peó · e6 negres peó · f6 negres peó · g6 negres peó · b5 negres peó · c5 blanques peó · d5 negres peó · d4 blanques peó · f4 blanques peó · g4 blanques peó · d3 blanques cavall · e3 blanques peó · a2 blanques peó · e2 blanques rei · h2 blanques peó | b8 negres cavall · e7 negres rei · h7 negres peó · a6 negres peó · e6 negres peó · f6 negres peó · g6 negres peó · b5 negres peó · c5 blanques peó · d5 negres peó · d4 blanques peó · f4 blanques peó · g4 blanques peó · d3 blanques cavall · e3 blanques peó · a2 blanques peó · e2 blanques rei · h2 blanques peó | b8 negres cavall · e7 negres rei · h7 negres peó · a6 negres peó · e6 negres peó · f6 negres peó · g6 negres peó · b5 negres peó · c5 blanques peó · d5 negres peó · d4 blanques peó · f4 blanques peó · g4 blanques peó · d3 blanques cavall · e3 blanques peó · a2 blanques peó · e2 blanques rei · h2 blanques peó | b8 negres cavall · e7 negres rei · h7 negres peó · a6 negres peó · e6 negres peó · f6 negres peó · g6 negres peó · b5 negres peó · c5 blanques peó · d5 negres peó · d4 blanques peó · f4 blanques peó · g4 blanques peó · d3 blanques cavall · e3 blanques peó · a2 blanques peó · e2 blanques rei · h2 blanques peó | 5 |
| 4 | b8 negres cavall · e7 negres rei · h7 negres peó · a6 negres peó · e6 negres peó · f6 negres peó · g6 negres peó · b5 negres peó · c5 blanques peó · d5 negres peó · d4 blanques peó · f4 blanques peó · g4 blanques peó · d3 blanques cavall · e3 blanques peó · a2 blanques peó · e2 blanques rei · h2 blanques peó | b8 negres cavall · e7 negres rei · h7 negres peó · a6 negres peó · e6 negres peó · f6 negres peó · g6 negres peó · b5 negres peó · c5 blanques peó · d5 negres peó · d4 blanques peó · f4 blanques peó · g4 blanques peó · d3 blanques cavall · e3 blanques peó · a2 blanques peó · e2 blanques rei · h2 blanques peó | b8 negres cavall · e7 negres rei · h7 negres peó · a6 negres peó · e6 negres peó · f6 negres peó · g6 negres peó · b5 negres peó · c5 blanques peó · d5 negres peó · d4 blanques peó · f4 blanques peó · g4 blanques peó · d3 blanques cavall · e3 blanques peó · a2 blanques peó · e2 blanques rei · h2 blanques peó | b8 negres cavall · e7 negres rei · h7 negres peó · a6 negres peó · e6 negres peó · f6 negres peó · g6 negres peó · b5 negres peó · c5 blanques peó · d5 negres peó · d4 blanques peó · f4 blanques peó · g4 blanques peó · d3 blanques cavall · e3 blanques peó · a2 blanques peó · e2 blanques rei · h2 blanques peó | b8 negres cavall · e7 negres rei · h7 negres peó · a6 negres peó · e6 negres peó · f6 negres peó · g6 negres peó · b5 negres peó · c5 blanques peó · d5 negres peó · d4 blanques peó · f4 blanques peó · g4 blanques peó · d3 blanques cavall · e3 blanques peó · a2 blanques peó · e2 blanques rei · h2 blanques peó | b8 negres cavall · e7 negres rei · h7 negres peó · a6 negres peó · e6 negres peó · f6 negres peó · g6 negres peó · b5 negres peó · c5 blanques peó · d5 negres peó · d4 blanques peó · f4 blanques peó · g4 blanques peó · d3 blanques cavall · e3 blanques peó · a2 blanques peó · e2 blanques rei · h2 blanques peó | b8 negres cavall · e7 negres rei · h7 negres peó · a6 negres peó · e6 negres peó · f6 negres peó · g6 negres peó · b5 negres peó · c5 blanques peó · d5 negres peó · d4 blanques peó · f4 blanques peó · g4 blanques peó · d3 blanques cavall · e3 blanques peó · a2 blanques peó · e2 blanques rei · h2 blanques peó | b8 negres cavall · e7 negres rei · h7 negres peó · a6 negres peó · e6 negres peó · f6 negres peó · g6 negres peó · b5 negres peó · c5 blanques peó · d5 negres peó · d4 blanques peó · f4 blanques peó · g4 blanques peó · d3 blanques cavall · e3 blanques peó · a2 blanques peó · e2 blanques rei · h2 blanques peó | 4 |
| 3 | b8 negres cavall · e7 negres rei · h7 negres peó · a6 negres peó · e6 negres peó · f6 negres peó · g6 negres peó · b5 negres peó · c5 blanques peó · d5 negres peó · d4 blanques peó · f4 blanques peó · g4 blanques peó · d3 blanques cavall · e3 blanques peó · a2 blanques peó · e2 blanques rei · h2 blanques peó | b8 negres cavall · e7 negres rei · h7 negres peó · a6 negres peó · e6 negres peó · f6 negres peó · g6 negres peó · b5 negres peó · c5 blanques peó · d5 negres peó · d4 blanques peó · f4 blanques peó · g4 blanques peó · d3 blanques cavall · e3 blanques peó · a2 blanques peó · e2 blanques rei · h2 blanques peó | b8 negres cavall · e7 negres rei · h7 negres peó · a6 negres peó · e6 negres peó · f6 negres peó · g6 negres peó · b5 negres peó · c5 blanques peó · d5 negres peó · d4 blanques peó · f4 blanques peó · g4 blanques peó · d3 blanques cavall · e3 blanques peó · a2 blanques peó · e2 blanques rei · h2 blanques peó | b8 negres cavall · e7 negres rei · h7 negres peó · a6 negres peó · e6 negres peó · f6 negres peó · g6 negres peó · b5 negres peó · c5 blanques peó · d5 negres peó · d4 blanques peó · f4 blanques peó · g4 blanques peó · d3 blanques cavall · e3 blanques peó · a2 blanques peó · e2 blanques rei · h2 blanques peó | b8 negres cavall · e7 negres rei · h7 negres peó · a6 negres peó · e6 negres peó · f6 negres peó · g6 negres peó · b5 negres peó · c5 blanques peó · d5 negres peó · d4 blanques peó · f4 blanques peó · g4 blanques peó · d3 blanques cavall · e3 blanques peó · a2 blanques peó · e2 blanques rei · h2 blanques peó | b8 negres cavall · e7 negres rei · h7 negres peó · a6 negres peó · e6 negres peó · f6 negres peó · g6 negres peó · b5 negres peó · c5 blanques peó · d5 negres peó · d4 blanques peó · f4 blanques peó · g4 blanques peó · d3 blanques cavall · e3 blanques peó · a2 blanques peó · e2 blanques rei · h2 blanques peó | b8 negres cavall · e7 negres rei · h7 negres peó · a6 negres peó · e6 negres peó · f6 negres peó · g6 negres peó · b5 negres peó · c5 blanques peó · d5 negres peó · d4 blanques peó · f4 blanques peó · g4 blanques peó · d3 blanques cavall · e3 blanques peó · a2 blanques peó · e2 blanques rei · h2 blanques peó | b8 negres cavall · e7 negres rei · h7 negres peó · a6 negres peó · e6 negres peó · f6 negres peó · g6 negres peó · b5 negres peó · c5 blanques peó · d5 negres peó · d4 blanques peó · f4 blanques peó · g4 blanques peó · d3 blanques cavall · e3 blanques peó · a2 blanques peó · e2 blanques rei · h2 blanques peó | 3 |
| 2 | b8 negres cavall · e7 negres rei · h7 negres peó · a6 negres peó · e6 negres peó · f6 negres peó · g6 negres peó · b5 negres peó · c5 blanques peó · d5 negres peó · d4 blanques peó · f4 blanques peó · g4 blanques peó · d3 blanques cavall · e3 blanques peó · a2 blanques peó · e2 blanques rei · h2 blanques peó | b8 negres cavall · e7 negres rei · h7 negres peó · a6 negres peó · e6 negres peó · f6 negres peó · g6 negres peó · b5 negres peó · c5 blanques peó · d5 negres peó · d4 blanques peó · f4 blanques peó · g4 blanques peó · d3 blanques cavall · e3 blanques peó · a2 blanques peó · e2 blanques rei · h2 blanques peó | b8 negres cavall · e7 negres rei · h7 negres peó · a6 negres peó · e6 negres peó · f6 negres peó · g6 negres peó · b5 negres peó · c5 blanques peó · d5 negres peó · d4 blanques peó · f4 blanques peó · g4 blanques peó · d3 blanques cavall · e3 blanques peó · a2 blanques peó · e2 blanques rei · h2 blanques peó | b8 negres cavall · e7 negres rei · h7 negres peó · a6 negres peó · e6 negres peó · f6 negres peó · g6 negres peó · b5 negres peó · c5 blanques peó · d5 negres peó · d4 blanques peó · f4 blanques peó · g4 blanques peó · d3 blanques cavall · e3 blanques peó · a2 blanques peó · e2 blanques rei · h2 blanques peó | b8 negres cavall · e7 negres rei · h7 negres peó · a6 negres peó · e6 negres peó · f6 negres peó · g6 negres peó · b5 negres peó · c5 blanques peó · d5 negres peó · d4 blanques peó · f4 blanques peó · g4 blanques peó · d3 blanques cavall · e3 blanques peó · a2 blanques peó · e2 blanques rei · h2 blanques peó | b8 negres cavall · e7 negres rei · h7 negres peó · a6 negres peó · e6 negres peó · f6 negres peó · g6 negres peó · b5 negres peó · c5 blanques peó · d5 negres peó · d4 blanques peó · f4 blanques peó · g4 blanques peó · d3 blanques cavall · e3 blanques peó · a2 blanques peó · e2 blanques rei · h2 blanques peó | b8 negres cavall · e7 negres rei · h7 negres peó · a6 negres peó · e6 negres peó · f6 negres peó · g6 negres peó · b5 negres peó · c5 blanques peó · d5 negres peó · d4 blanques peó · f4 blanques peó · g4 blanques peó · d3 blanques cavall · e3 blanques peó · a2 blanques peó · e2 blanques rei · h2 blanques peó | b8 negres cavall · e7 negres rei · h7 negres peó · a6 negres peó · e6 negres peó · f6 negres peó · g6 negres peó · b5 negres peó · c5 blanques peó · d5 negres peó · d4 blanques peó · f4 blanques peó · g4 blanques peó · d3 blanques cavall · e3 blanques peó · a2 blanques peó · e2 blanques rei · h2 blanques peó | 2 |
| 1 | b8 negres cavall · e7 negres rei · h7 negres peó · a6 negres peó · e6 negres peó · f6 negres peó · g6 negres peó · b5 negres peó · c5 blanques peó · d5 negres peó · d4 blanques peó · f4 blanques peó · g4 blanques peó · d3 blanques cavall · e3 blanques peó · a2 blanques peó · e2 blanques rei · h2 blanques peó | b8 negres cavall · e7 negres rei · h7 negres peó · a6 negres peó · e6 negres peó · f6 negres peó · g6 negres peó · b5 negres peó · c5 blanques peó · d5 negres peó · d4 blanques peó · f4 blanques peó · g4 blanques peó · d3 blanques cavall · e3 blanques peó · a2 blanques peó · e2 blanques rei · h2 blanques peó | b8 negres cavall · e7 negres rei · h7 negres peó · a6 negres peó · e6 negres peó · f6 negres peó · g6 negres peó · b5 negres peó · c5 blanques peó · d5 negres peó · d4 blanques peó · f4 blanques peó · g4 blanques peó · d3 blanques cavall · e3 blanques peó · a2 blanques peó · e2 blanques rei · h2 blanques peó | b8 negres cavall · e7 negres rei · h7 negres peó · a6 negres peó · e6 negres peó · f6 negres peó · g6 negres peó · b5 negres peó · c5 blanques peó · d5 negres peó · d4 blanques peó · f4 blanques peó · g4 blanques peó · d3 blanques cavall · e3 blanques peó · a2 blanques peó · e2 blanques rei · h2 blanques peó | b8 negres cavall · e7 negres rei · h7 negres peó · a6 negres peó · e6 negres peó · f6 negres peó · g6 negres peó · b5 negres peó · c5 blanques peó · d5 negres peó · d4 blanques peó · f4 blanques peó · g4 blanques peó · d3 blanques cavall · e3 blanques peó · a2 blanques peó · e2 blanques rei · h2 blanques peó | b8 negres cavall · e7 negres rei · h7 negres peó · a6 negres peó · e6 negres peó · f6 negres peó · g6 negres peó · b5 negres peó · c5 blanques peó · d5 negres peó · d4 blanques peó · f4 blanques peó · g4 blanques peó · d3 blanques cavall · e3 blanques peó · a2 blanques peó · e2 blanques rei · h2 blanques peó | b8 negres cavall · e7 negres rei · h7 negres peó · a6 negres peó · e6 negres peó · f6 negres peó · g6 negres peó · b5 negres peó · c5 blanques peó · d5 negres peó · d4 blanques peó · f4 blanques peó · g4 blanques peó · d3 blanques cavall · e3 blanques peó · a2 blanques peó · e2 blanques rei · h2 blanques peó | b8 negres cavall · e7 negres rei · h7 negres peó · a6 negres peó · e6 negres peó · f6 negres peó · g6 negres peó · b5 negres peó · c5 blanques peó · d5 negres peó · d4 blanques peó · f4 blanques peó · g4 blanques peó · d3 blanques cavall · e3 blanques peó · a2 blanques peó · e2 blanques rei · h2 blanques peó | 1 |
|   | a | b | c | d | e | f | g | h |   |

La partida es va jugar a la darrera ronda. Pillsbury liderava la classificació amb mig punt d'avantatge. Sabia que unes taules podrien ser suficients per guanyar el torneig i, per tant, va plantejar la partida tranquil·lament, amb un gambit de dama refusat. Es varen fer diversos canvis de peces ràpidament, aconseguint la posició del diagrama, i en aquest moment, Pillsbury va adonar-se’n que en Txigorin (segon classificat) estava guanyant la seva partida, de manera que hauria de guanyar per assegurar-se el primer lloc. Llavors, a partir d'aquesta posició aparentment igualada, en Pillsbury va crear pura màgia, una mostra de la seva genialitat.
1. d4 d5 2. c4 c6 3. e3 g6 4. Cc3 Ag7 5. Cf3 Cf6 6. Ad3 O-O 7. Ce5 dxc4 8. Axc4 Cd5 9. f4 Ae6 10. Db3 b5 11. Axd5 Axd5 12. Cxd5 Dxd5 13. Dxd5 cxd5 14. Cd3 Cd7 15. Ad2 Tfc8 16. Re2 e6 17. Thc1 Af8 18. Txc8 Txc8 19. Tc1 Txc1 20. Axc1 Ad6 21. Ad2 Rf8 22. Ab4 Re7 23. Ac5 a6 24. b4 f6 25.g4 Axc5 26. bxc5 Cb8 
(diagrama) 27. f5! g5 28. Cb4 a5 29. c6! Rd6 30. fxe6! Cxc6 31. Cxc6 Rxc6 32. e4! dxe4 33. d5+ Rd6 34. Re3 b4 35. Rxe4 a4 36. Rd4 h5 37. gxh5 a3 38. Rc4 f5 39. h6 f4 40. h7 i les negres van abandonar.